# Алмейда, Жозе Эгидиу Алвареш ди
Жозе Эгидиу Алвареш ди Алмейда (порт. José Egídio Álvares de Almeida; 1 сентября 1767, Санту-Амару (Баия) — 12 августа 1832, Рио-де-Жанейро) — бразильский государственный, политический и дипломатический деятель, юрист, министр иностранных дел Бразилии (1825—1826), президент Сената Бразильской империи (1826—1827), министр промышленности Бразилии (1822), первый барон, виконт и маркиз Санто-Амаро. Губернатор Рио-де-Жанейро (1822).

## Биография
Изучал право в Университете Коимбры. Трудовую карьеру начал в португальской администрации, работал финансовым чиновником, сотрудником Заморского совета и секретарём кабинета Жуана VI.
Избирался депутатом и председателем Учредительного собрания. Работал министром промышленности Бразилии (1822). Занимал в 1825—1826 годах пост  министра иностранных дел, был послом в Париже и Лондоне, государственным советником и сенатором Бразильской империи с 1826 по 1832 год. В 1826—1827 годах — президент Сената Бразильской империи.